# Candeleda
Candeleda és un municipi localitzat a la Vall del Tiétar al sud de la província d'Àvila, dins de la comunitat autònoma de Castella i Lleó.
Candeleda és molt propera, en la seva economia i cultura a les comarques veïnes de La Vera, a Extremadura. També té molta relació amb Campana de Oropesa i la ciutat de Talavera de la Reina, a Castella-La Manxa
Es coneix com l'Andalusia d'Àvila i és un indret de gent serena, centre d'atracció turística i reserva ecològica de la natura.

## Situació
El seu particular emplaçament a la ribera del Tiétar, a la vora de Gredos i a l'abric dels cerços, i en la depressió més profunda de Castella i Lleó (432 m sobre el nivell del mar), propícia un microclima que facilita el manteniment d'una exuberant flora, on es donen cultius com el kiwi i el taronjer, així com un excel·lent pebre vermell entre altres espècies.
El clima pot englobar-se en el tipus temperat-oceànic i les variacions que sofreix en funció de l'altitud, orientació i morfologia dels terrenys, permeten una gran varietats d'aprofitaments.
Candeleda és un lloc màgic. Màgic pels seus paratges i arbredes, pels seus congosts, rierols i fonts, pels puigs i roquissars de la serra i per les seves tradicions.
Al centre del poble hi ha una cabra salvatge de pedra, i una plaça anomenada "El Castillo" amb una font envoltada de palmeres.
Candeleda té una vivesa espiritual grandíssima, és el lloc perfecte per a passar unes vacances i desconnectar de tot, està en contacte amb la natura a uns poquets metres del poble, té unes grans piscines naturals i, encara a poc a poc es va urbanitzant més i més, és un paratge perfecte de cap de setmana. És imprescindible visitar els seus llocs més recomanats i conèixer la seua gent, i la seva manera d'ésser.

## Població
Candeleda té al voltant de 5.123 habitants. És el nucli ramader més important de la vall. A l'ombra de l'Almanzor es van assentar els primers pobladors d'aquestes terres, dels que ens arriben notícies a través de les excavacions realitzades al Castro del Raso.

## Personatges cèlebres relacionats amb Candeleda
Entre els habitants de Candeleda, destaquen per la seva su fama i per la seua vida al
 on de l'espectacle dos: Daniel Guzmán, famós actor de la comedia "Aquí no hay quien viva" i "El Pillo", cantautor i folklorista que ha aparegut en programes com el de Gomaespuma i que apareix en totes les festes no solament d'aquest poble, sinó de tota la zona.
Durant molts anys Candeleda fou el lloc d'estiueig del polític britànic John Major. Aquest havia conegut l'indret pel seu amic i correligionari Lord Tristan Garel-Jones, assidu de Candeleda des de molt temps enrere.
A més, també hi ha diversos grups de música com "Superficie", "The Raíz", i "Primitive".